# Casa Nadal (Cassà de la Selva)
La Casa Nadal és una obra del municipi de Cassà de la Selva (Gironès) inclosa en l'Inventari del Patrimoni Arquitectònic de Catalunya.

## Descripció
Es tracta d'un casal modernista desenvolupat en tres plantes. Edifici aïllat rodejat per un ampli jardí. Destaquem el coronament i obertures de tot l'edifici amb elements decoratius. Hi ha elements de composició classicistes i neomedievals amb ornaments que utilitzen motius florals. Els grans finestrals presenten columna i capitell central. Les obertures del cos central utilitzen esquemes propis del modernisme català amb clares referències a Domènech i Montaner i Puig i Cadafalch. Conté façanes arrebossades amb alguns elements de pedra natural.

## Història
L'arquitectura està lligada a l'esplendor de la burgesia local, lligats a la indústria del suro.
Des del 1989 és seu de l'ajuntament.